# Francisco Trincão
Francisco António Machado Mota de Castro Trincão (Viana do Castelo, 29 december 1999) is een Portugees voetballer die doorgaans speelt als vleugelspeler. In juli 2023 verruilde hij FC Barcelona voor Sporting CP. Trincão maakte in 2020 zijn debuut in het Portugees voetbalelftal.

## Clubcarrière
Trincão speelde in de jeugd van SC Vianense en tussen 2009 en 2010 bij FC Porto. In 2011 werd de aanvaller opgenomen in de opleiding van SC Braga. Deze verliet hij een jaartje om bij Palmeiras Braga te spelen, maar daarna keerde hij terug. Op 2 januari 2019 maakte Trincão zijn debuut in het eerste elftal, toen in de Primeira Liga met 2–0 gewonnen werd van Marítimo Funchal door een treffer van Raul Silva en een eigen doelpunt van Aloísio Neto. Trincão begon op de reservebank en coach Abel Ferreira liet hem vier minuten voor tijd invallen voor Dyego Sousa. Zijn eerste doelpunt volgde op 4 januari 2020, toen Braga met 1–7 won van Belenenses. Tijdens dit duel tekende Trincão voor de tweede goal.
In januari 2020 bereikte Barcelona een akkoord met Braga over een transfer van Trincão. In de zomer van 2020 zou hij naar Spanje verkassen voor een bedrag van eenendertig miljoen euro. Hij tekende een contract tot medio 2025, met een afkoopclausule van vijfhonderd miljoen euro. Na zijn eerste seizoen bij de Spaanse club, met daarin achtentwintig competitiewedstrijden en drie doelpunten, werd Trincão voor een jaar verhuurd aan Wolverhampton Wanderers, dat tevens een optie tot koop verkreeg op de Portugees.
Deze optie werd niet gelicht en na een jaar in Engeland keerde hij terug naar Barcelona. Die club verhuurde hem direct opnieuw, aan Sporting CP. Een jaar later maakte Trincão voor circa zeven miljoen euro op vaste basis de overstap naar de club uit Lissabon.

## Clubstatistieken
| Seizoen | Club                      | Competitie       | Competitie | Competitie | Beker | Beker | Internationaal | Internationaal | Totaal | Totaal |
| Seizoen | Club                      | Competitie       | Wed.       | Dlp.       | Wed.  | Dlp.  | Wed.           | Dlp.           | Wed.   | Dlp.   |
| ------- | ------------------------- | ---------------- | ---------- | ---------- | ----- | ----- | -------------- | -------------- | ------ | ------ |
| 2018/19 | SC Braga                  | Primeira Liga    | 6          | 0          | 2     | 0     | 0              | 0              | 8      | 0      |
| 2019/20 | SC Braga                  | Primeira Liga    | 27         | 8          | 5     | 0     | 7              | 1              | 39     | 9      |
| 2020/21 | FC Barcelona              | Primera División | 28         | 3          | 7     | 0     | 7              | 0              | 42     | 3      |
| 2021/22 | → Wolverhampton Wanderers | Premier League   | 28         | 2          | 2     | 1     | —              | —              | 30     | 3      |
| 2022/23 | → Sporting CP             | Primeira Liga    | 34         | 10         | 6     | 1     | 12             | 2              | 52     | 13     |
| 2023/24 | Sporting CP               | Primeira Liga    | 31         | 9          | 9     | 1     | 8              | 0              | 48     | 10     |
| 2024/25 | Sporting CP               | Primeira Liga    | 26         | 8          | 8     | 1     | 9              | 0              | 43     | 9      |
| Totaal  | Totaal                    | Totaal           | 171        | 40         | 39    | 4     | 43             | 3              | 253    | 47     |

Bijgewerkt op 27 maart 2025.

## Interlandcarrière
Trincão maakte zijn debuut in het Portugees voetbalelftal op 5 september 2020, toen een wedstrijd in het kader van de UEFA Nations League gespeeld werd tegen Kroatië. Door Portugese doelpunten van João Cancelo, Diogo Jota, João Félix en André Silva en een tegentreffer van Bruno Petković won Portugal het duel met 4–1. Trincão moest van bondscoach Fernando Santos op de reservebank beginnen en hij viel twaalf minuten voor het einde van de wedstrijd in voor Bernardo Silva.
In oktober 2022 werd Trincão door bondscoach Santos opgenomen in de voorselectie van Portugal voor het WK 2022. Tweeënhalve week later werd hij een van de afvallers voor de definitieve selectie.
| Interlands van Francisco Trincão voor Portugal | Interlands van Francisco Trincão voor Portugal | Interlands van Francisco Trincão voor Portugal | Interlands van Francisco Trincão voor Portugal | Interlands van Francisco Trincão voor Portugal | Interlands van Francisco Trincão voor Portugal |
| №                                              | Datum                                          | Wedstrijd                                      | Uitslag                                        | Competitie                                     | Goals                                          |
| Als speler bij FC Barcelona                    | Als speler bij FC Barcelona                    | Als speler bij FC Barcelona                    | Als speler bij FC Barcelona                    | Als speler bij FC Barcelona                    | Als speler bij FC Barcelona                    |
| ---------------------------------------------- | ---------------------------------------------- | ---------------------------------------------- | ---------------------------------------------- | ---------------------------------------------- | ---------------------------------------------- |
| 1                                              | 5 september 2020                               | Portugal – Kroatië                             | 4 – 1                                          | Nations League 2020/21                         |                                                |
| 2                                              | 7 oktober 2020                                 | Portugal – Spanje                              | 0 – 0                                          | Vriendschappelijk                              |                                                |
| 3                                              | 11 oktober 2020                                | Frankrijk – Portugal                           | 0 – 0                                          | Nations League 2020/21                         |                                                |
| 4                                              | 11 november 2020                               | Portugal – Andorra                             | 7 – 0                                          | Vriendschappelijk                              |                                                |
| 5                                              | 14 november 2020                               | Portugal – Frankrijk                           | 0 – 1                                          | Nations League 2020/21                         |                                                |
| 6                                              | 17 november 2020                               | Kroatië – Portugal                             | 2 – 3                                          | Nations League 2020/21                         |                                                |
| Als speler bij Wolverhampton Wanderers         |                                                |                                                |                                                |                                                |                                                |
| 7                                              | 4 september 2021                               | Qatar – Portugal                               | 1 – 3                                          | Vriendschappelijk                              |                                                |
| Als speler bij Sporting CP                     |                                                |                                                |                                                |                                                |                                                |
| 8                                              | 12 oktober 2024                                | Polen – Portugal                               | 1 – 3                                          | Nations League 2024/25                         |                                                |
| 9                                              | 15 november 2024                               | Portugal – Polen                               | 5 – 1                                          | Nations League 2024/25                         |                                                |
| 10                                             | 23 maart 2025                                  | Portugal – Denemarken                          | 5 – 2 n.v.                                     | Nations League 2024/25                         | 86', 91'                                       |

Bijgewerkt op 27 maart 2025.

## Erelijst
| Competitie    |          |          |          |          |
| Competitie    | Aantal   | Jaren    |          |          |
| SC Braga      | SC Braga | SC Braga | SC Braga | SC Braga |
| ------------- | -------- | -------- | -------- | -------- |
| Taça da Liga  | 1        | 2019/20  |          |          |
| FC Barcelona  |          |          |          |          |
| Copa del Rey  | 1        | 2020/21  |          |          |
| Sporting CP   |          |          |          |          |
| Primeira Liga | 1        | 2023/24  |          |          |